# ワリ・ハーン
アブドゥル・ワリ・ハーン（1924年 - 2008年6月30日）は、アフガニスタンの軍人。大将。王政最後の参謀総長。

## 経歴
貴族出身でザーヒル・シャー国王の長女であるビルキス・ベグム王女と1951年に結婚。
1973年のムハンマド・ダーウードのクーデターまで参謀総長だったが、逮捕されカーブルのプリ・チャルヒ刑務所に収監。1975年、釈放され、イタリアに亡命。
2002年、ザーヒル・シャー元国王と共に祖国に帰還。2008年6月30日、インド、デリーの病院で死去。